# Estercuel
Estercuel és un poble envoltat d'explotacions mineres, a la comarca d'Andorra-Sierra de Arcos, a la província de Terol. Està situat al vessant de la serra de Sant Just i no lluny de la serra de Los Moros, a la banda esquerra del riu Escuriza.
Amb una població de 386 habitants, el poble està situat a una altitud de 829 m sobre el nivell del mar i ocupa una extensió de 55,9 km². La distància per carretera amb Terol és de 120 kilòmetres. S'hi pot accedir per les carreteres N-420 i N-211 (de Gargallo a Estercuel existeix un desviament per la TE-V 1332).
Al seu terme es troba l'important monestir mercedari de l'Olivar, on Tirso de Molina va ambientar la seva obra La dama del Olivar. La realitat d'Estercuel està molt vinculada a la història minera d'aquesta zona; també cal destacar una cooperativa d'oli d'oliva. Estercuel celebra les seves festes patronals en honor de Sant Toribi, el 16 d'abril, les de Nuestra Señora del Olivar, el 9 de setembre i des de fa molts anys també el 15 d'agost, amb el fet de fer-les coincidir amb les vacances de la majoria dels descendents del poble que viuen a Barcelona i Saragossa principalment. Però el que li ha donat la fama és l'"Encamisada", una cavalcada i processó que obre les festes dels "Sanantones" al mes de gener.